# Fedorivka, Hoșcea
Fedorivka (în ucraineană Федорівка) este o comună în raionul Hoșcea, regiunea Rivne, Ucraina, formată numai din satul de reședință.

## Demografie
Componența lingvistică a comunei Fedorivka
     Ucraineană (99,22%)
     Alte limbi (0,47%)
Conform recensământului din 2001, majoritatea populației comunei Fedorivka era vorbitoare de ucraineană (99,22%), existând în minoritate și vorbitori de alte limbi.